# Edekrog
Edekrog är en bebyggelse söder om Mariefred i  östra Strängnäs kommun. SCB avgränsade här en småort 2020.